# Lauri Tudeer
Lauri Oskar Theodor Tudeer, född 28 februari 1884 i Helsingfors, död där 6 maj 1955, var en finländsk bibliotekarie och numismatiker. Han var bror till Alf Tudeer, gift med Maija Åkerman-Tudeer och  son till Oskar Emil Tudeer och Ellen Mathilda Wilhelmina Wijkander.

## Karriär
Tudeer avlade studentexamen 1902 och blev filosofie kandidat 1908, filosofie licentiat 1913 och filosofie doktor 1914. Han bedrev studier i Berlin, London och Paris. Tudeer anställdes 1906 som extra amanuens vid Universitetsbiblioteket i Helsingfors, där han 1918 blev äldre assistent och 1919 bibliotekarie. Han var 1933–1954 överbibliotekarie. Han var även docent i grekisk filologi vid Helsingfors universitet från 1916 och tillförordnad professor 1940–1944.
Tudeer innehade ett stort antal förtroendeuppdrag inom den kulturella sektorn. Han var bland annat ledamot av Finlands nationalteaters förvaltningsråd samt medlem i Stiftelsen för litteraturens främjande (Kirjallisuuden edistämissäätiö). Han verkade även som redaktör för tidskriften Valvoja och som chefredaktör för Valvoja-Aika.

## Publikationer
- Die Tetradrachmenprägung von Syrakus in der Periode der signierenden Künstler (1913)
- Kaksi rahalöytöä Rautjärveltä ja Kivennavalta (1913)
- De vocalibus quibus Sophocles in Ichneutis fabula satyrica usus est (1916)
- Piirteitä Viipurilaisen osakunnan elämästä 1810–1820-luvulla (1917)
- Demosthenes (1918)
- Studies in the Geography of Ptolemy (1927)
- The epistles of Phalaris (1932)
- Viipurilainen osakunta 1848–1850 (1937)
- Yliopiston kirjasto 1938–1943 (1939–1943)
- Åbo akademis tryckeri — Finlands första tryckeri 1642–1668 (1943)
- Helsingin yliopisto (1921–1923)
- Helsingin yliopisto. Helsingfors universitet (1940) [2]